# Himantopterus
Himantopterus is een geslacht van vlinders van de familie Himantopteridae.

## Soorten
- H. caudata Moore, 1879
- H. dohertyi Elwes, 1890
- H. fuscinervis Wesmael, 1836
- H. nox (Hering, 1937)
- H. venatus Strand, 1914
- H. zaida (Doubleday, 1843)